# Сан Доменико (Вербано-Кузио-Осола)
Сан Доменико је насеље у Италији у округу Вербано-Кузио-Осола, региону Пијемонт.
Према процени из 2011. у насељу је живело 6 становника. Насеље се налази на надморској висини од 1423 м.